# حلقة الرعب
حلقة الرعب هي الرواية رقم 10 كما أنها حلقة الرعب الأولى في سلسلة ما وراء الطبيعة التي تصدرها المؤسسة العربية الحديثة ضمن روايات مصرية للجيب للكاتب أحمد خالد توفيق تعد السلسلة أول سلسلة روايات عربية في أدب الرعب.

## أحداث الحلقة
في أثناء وجودهم في فيلا د. سامى بعد تلبية دعوته، وعدم أستطاعتهم الرحيل بسبب الأمطار الشديدة، يقترح عليهم شكري الاشموني أن يحكى كل واحد منهم قصة تتعلق بالرعب، وفي النهاية صاحب أفضل قصة سيفوز بجائزة خاصة، فيتحمس الجميع للفكرة ويبدأ كل واحد منهم قصته :

### القصة الأولى: أنعكاس تحكيها سهام
تشتري سهام مرآة أثرية بمبلغ زهيد وتضعها في الصالة، لتبدأ أن ترى فيها صور لناس أخرى ن حيث ترى صورة امرأة ورجل من الأربعينات، كما ترى أحداث لأنفصال أختها هويدا عن خطيبها، فتخبر عادل زوجها عن هذه المرآة، فيجلس طوال الليل يراقب المرآة ويكتشف أنها شيطانية فيأتي عادل بأحد رجاله ليكسرها فلا يستطيع، فيقوم برميها ل تصبح دفينة في الجبل بين الصخور ليستريح الجميع من شرها.

### القصة الثانية: لماذا أرتجف القط يحكيها د. محمد
يحكى د. محمد أنه أثناء شبابه في الجامعة كان فقيرا جدا، وكان يملك قط ضال وجده أمام بيته، وكان يذاكر بهمة ونشاط حتى يحقق مستقبله، فيتعرف على داغر السفير زميله في الجامعة، الذي يصر على زيارة محمد في منزله، وفي منزله يفاجأ محمد بأن قطه يرتجف، وأن الحيوانات في المنطقة كلها في حالة اضطراب فيظن أن داغر هو الشيطان، ولكنه يكتشف أن زلزال هو السبب في انطلاق حاسة هذه الحيوانات.

### القصة الثالثة: حشرة الشيطان يحكيها د. رفعت
يحكى رفعت إسماعيل قصة صديق قديم يقابله اسمه يوسف شوقى، ليخبره أنه كان يجرى تجاربه على نوع من الحشرات التي تتغذى على الحشرات الضارة بالمحاصيل، ويبدأ يوسف في تطوير وتطويع صفتها، ولكنها تتطور بصورة رهيبة جدا وتصبح خطرا على البيئة والناس، فيقرر يوسف تدميرها بالنار ولكنه يكتشف أن الحشرات تتطارده، وتصل الحشرات في أثناء وجوده مع رفعت، فيحاول رفعت أن يشق طريقه بينها عن طريق الماء، وعندما يوشك على النجاح يذهب إلى يوسف ليأخذه معه فيكتشف أن الحشرات قتلة أبشع قتلة، ويبلغ رفعت الشرطة وتصل أجهزة الدولة لتحاصر الحشرات وتقضى عليها في النهاية.

### القصة الرابعة: الزائرة يحكيها د. سامى وحرمه
يبتكر د. سامى جهاز لمراقبة نمو النباتات التي يزرعها، وفي أثناء عرضه لصور الجهاز يفاجأ بصور فتاة كانت موجودة داخل البيت، وفي نفس الوقت تأتى له مريضة تدعى سوزان تحكى عن لميس التي تسيطر على جسدها، وتذهب بها إلى أماكن تخترق حدود الزمان والمكان، ويحاول د. سامى أن يمسك بمن يقتحم فيلاه فيفاجأ بأنها سوزان، فيودعها مستشفى الأمراض العقلية، وذات يوم يفاجأ بدخول سوزان عليه فيطردها، ليفاجأ بأنها ماتت في اليوم، ولا يعرف حتى الآن كيف كانت في مكتبه وفي المستشفى في نفس الوقت، ولا يعرف حتى الآن حقيقة من تدعى لميس.

### القصة الخامسة: أنا والعاو تحكيها هويدا
عند وفاة خالة إحدى صديقات هويدا وتدعى مها، تطلب منها مها أن تعتنى بأبنها حتى تذهب إلى عزاء خالتها، فتوافق هويدا على ذلك، وتكتشف أن هذا الطفل غريب الأطوار وأنه يدعى أنه مصاص دماء، وأنه يقول أنه وضع منوم بداخل شراب قدمه لها حتى يتغذى على دمائها، فتحاول هويدا المقاومة لتكتشفى في الناهية ا، الأمر كله خدعة.

### القصة السادسة: حكاية ليلة واحدة يحكيها الأستاذ شكري
كان شكري تائها في قرية نائية ليجد خفير عجوز فيجلس معه، ويخبره أنه يجب أن يأخذ حذره، ليحكى الخفير له عن قصة الشبح الذي يجول في القرية، وأن الشبح كان يدعى شاكر كمال ابن كمال صاحب هذه الضياع والأراضي، وذات يوم كان شاكر ثملا فداس بجواده على أطفال أجير يدعى الحمزاوى، ليقتل الحمزاوى شاكر ويعدم الحمزاوى جزاء لفعلته، ومنذ ذلك اليوم وشبح شاكر يظهر متنكرا في صفات عدة، ويجول في القرية ومن يقابله يلقى مصرعه في اليوم التالي، وفي اليوم التالي يجد شكري أن الخفير قد لقى مصرعه.

## خاتمة الحلقة
يحكى رفعت خاتمة الحلقة بأن شكري أضطر للأنصراف، وأنه أعطى جائزة أفضل قصة لهويدا، ليكتشف رفعت في اليوم التالي أن شكري الأشموني لم يحضر الأمسية أساسا، ليكتشف الجميع أن شاكر كامل بك الذي كان يتقمص شخصية شكري، وأنه كان يلهو بهم من البداية، ويكتشف أن هديته لهويدا هي عبارة عن ساعة مكتوب عليها اسم شاكر كمال لتكون هذه خاتمة الحلقة الأولى.

## أبطال الرواية
- رفعت إسماعيل : طبيب أمراض الدم والأستاذ الجامعي الكهل المقيم بالقاهرة، نحيل، أصلع، ذو عوينات، يعاني من كتيبة من الأمراض منها على سبيل المثال لا الحصر : القرحة المعدية، ضيق الشرايين، الربو الشعبي، التهاب الرئة، آلام المفاصل، قلق، متشائم، نحس يقع في المصائب.
- عادل توفيق : صديق طفولة رفعت وعميد في مديرية أمن الإسكندرية، يربطه برفعت رباط روحي وثيق.
- سهام عبد المنعم : زوجة عادل.
- هويدا عبد المنعم : أخت سهام كما أنها خطيبة رفعت.
- د. سامي فهيم : محلل نفسي، وصديق لرفعت إسماعيل.
- ثريا : زوجة د. سامي فهيم.
- شكري الأشموني : موظف على المعاش وهو كاتب لروايات الرعب.
- محمد شاهين : خبير الأنثروبولوجي الساذج الذي أصبح صديقاً لرفعت إسماعيل فيما بعد.